# Kupczino (przystanek kolejowy)
Kupczino (ros. Купчино) – przystanek kolejowy w miejscowości Petersburg, w Rosji. Położony jest na linii Petersburg - Newel - Witebsk, w pobliżu stacji metra Kupczino.